# Воля-Жулинська
Воля-Жулинська (пол. Wola Żulińska) — село в Польщі, у гміні Лопенник-Гурний Красноставського повіту Люблінського воєводства. До 1945 року проживало переважно українське православне населення. Після депортації корінних жителів, залишились, в основному польське населення. На Холмщині воно, значною мірою, складається з нащадків полонізованих греко-католиків, котрі перейшли у латинський обряд.
Населення — 185 осіб (2011).
У 1975-1998 роках село належало до Холмського воєводства.

## Бійня у Волі-Жулинській
У ніч з 7 на 8 лютого 1944 року невідомий відділ польського підпілля замордував у селі 25 осіб, з яких щонайменше 9 дітей (найменшій з яких було 4 роки) та 9 жінок.

#### Список жертв бійні у Волі Жулинській[2]
- Андрущак Зиновія (18 років)
- Андрущак Катерина (34 роки)
- Димчук Антін (16 років)
- Димчук Зиновія (12 років)
- Димчук Микола (42 роки)
- Димчук Павлина (48 років)
- Заєць Йосип (вік невідомий)
- Калькуцька Казимира (38 років)
- Калькуцька Юлія (50 років)
- Калькуцький Іван (9 років)
- Калькуцький (ім'я невідоме) (6 років, хлопчик)
- Калькуцькій Хома (70 років)
- Левчук (ім'я невідоме) (14 років)
- Левчук Наталія (50 років)
- Левчук Осип (54 роки)
- Левчук Петро (48 років)
- Маєвська Ніна (15 років)
- Олещук (ім'я невідоме) (5 років, хлопчик)
- Олещук Олександр (7 років)
- Олещук Софія (48 років)
- Парсен Павло (46 років)
- Парсен Юлія (50 років)
- Стадник Євстахій (22 роки)
- Ткачук Антін (37 років)
- Ткачук Євфросинія (32 років)
- Ткачук (ім'я не відоме) (4 роки)

## Демографія
За переписом 1921 року в селі проживало 211 православних та 124 римо-католики. За переписом 1943 року 246 осіб записані українцями, 206 поляками.
Демографічна структура станом на 31 березня 2011 року:
|          | Загалом | Допрацездатний вік | Працездатний вік | Постпрацездатний вік |
| -------- | ------- | ------------------ | ---------------- | -------------------- |
| Чоловіки | 87      | 15                 | 54               | 18                   |
| Жінки    | 98      | 12                 | 44               | 42                   |
| Разом    | 185     | 27                 | 98               | 60                   |